# Bruailles
Bruailles ist eine französische Gemeinde im Département Saône-et-Loire in der Region Bourgogne-Franche-Comté. Sie gehört zum Arrondissement Louhans und zum gleichnamigen Kanton Louhans. Der Ort hat 973 Einwohner (Stand 1. Januar 2022). Die Einwohner werden Bruaillois, resp. Bruailloises genannt. Teilweise wird auch die Bezeichnung Bruaillais und Bruaillaises gebraucht.

## Geografie

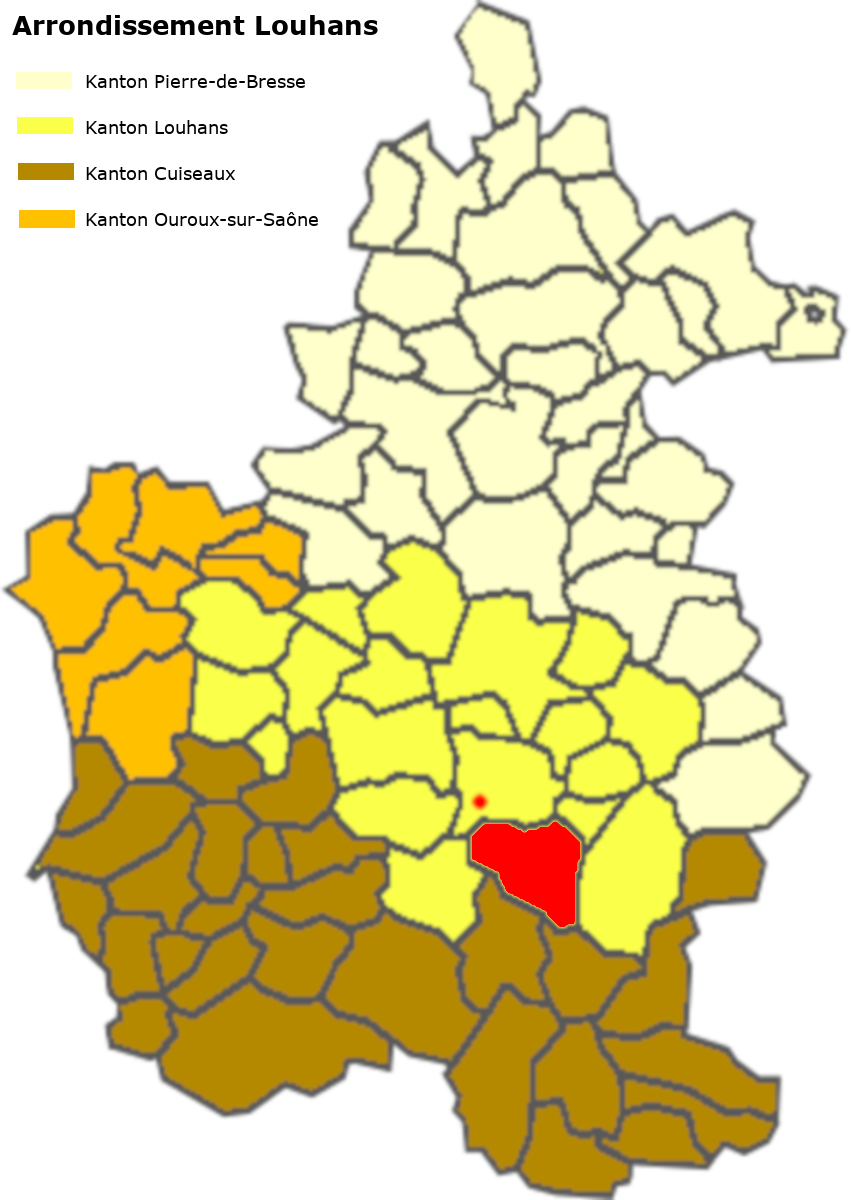
Lage der Gemeinde im Arrondissement Louhans

Bruailles liegt knapp vier Kilometer südlich des Kantonshauptortes Louhans und wird in seiner ganzen Länge von der Departementsstraße D972 (Louhans–Cuiseaux) in südöstlicher Richtung durchzogen. Im Gemeindegebiet zweigt die Departementsstraße D996 nach Süden ab, die über Sainte-Croix letztlich Bourg-en-Bresse erreicht. Diese folgt weitgehend der Trasse der Römerstraße. Die Westgrenze der Gemeinde bildet der Fluss Solnan, die Nordgrenze die Vallière. In die Vallière mündet der Ruisseau de Blaine. Dieses Gewässer ist Bief für eine große Anzahl von Étangs der westlichen Bresse. Der Ort ist reich an Wäldern und man zählt mindestens neun Étangs. Zur Gemeinde gehören folgende Weiler und Fluren: Aiseray, l’Argillet, les Barbiers-des-Bois, la Barque, Beauregard, le Boident, Bois-d’Avost, le Bois-Renaud, le Buet, Champ-Milan, les Chandeliens, Chardenoux, Chichevière, la Communauté, Corcelettes, Courcelles, les Cours, Culay, la Farge, la Fouinarde, les Galets, le Grand-Chemin, les Grands-Taillis, la Grange-du-Fond, les Huichards, les Marandiers, Marcilly, les Maublancs, Maumont, le Moulin-des-Bois, les Moux, Patran, le Petit-Chardenoux, les Petits-Tailis, la Pichaudière, la Planche, les Quatre-Chemins, les Ruachons, la Tarde, Terre-grasse, la Terve, la Tuilerie-de-Courcelles, Tuilerie-du-Champ-Grelot, les Tupins, les Varennes, le Vau, le Venay.

### Klima
Das Klima in Bruailles ist warm und gemäßigt. Es gibt das ganze Jahr über deutliche Niederschläge, selbst der trockenste Monat weist noch hohe Niederschlagsmengen auf. Die Klassifikation des Klimas nach Köppen und Geiger ist Cfb ((Gemäßigtes) Ozeanklima). Die Temperatur liegt im Jahresdurchschnitt bei 12,3 °C. Der wärmste Monat ist der Juli mit einer Durchschnittstemperatur von 21,5 °C, der kälteste der Januar mit 3,6 °C. Über ein Jahr verteilt summieren sich die Niederschläge auf 1042 mm, dabei ist der November mit 119 mm der niederschlagsreichste, während Juli als trockenster Monat 62 mm aufweist. Über das ganze Jahr werden etwa 2781 Sonnenstunden gezählt.
|                        | Jan | Feb | Mär  | Apr  | Mai  | Jun  | Jul  | Aug  | Sep  | Okt  | Nov  | Dez |   |      |
| Mittl. Temperatur (°C) | 3,6 | 4,2 | 7,8  | 11,5 | 15,3 | 19,5 | 21,5 | 21,1 | 17,3 | 13,2 | 7,7  | 4,4 | ⌀ | 12,3 |
| Mittl. Tagesmax. (°C)  | 6,5 | 8,0 | 12,3 | 16,0 | 19,7 | 24,2 | 26,2 | 25,9 | 21,8 | 17,2 | 10,8 | 7,2 | ⌀ | 16,4 |
| Mittl. Tagesmin. (°C)  | 0,9 | 0,9 | 3,5  | 6,6  | 10,5 | 14,5 | 16,5 | 16,2 | 13,0 | 9,5  | 4,7  | 1,8 | ⌀ | 8,3  |
|                        |     |     |      |      |      |      |      |      |      |      |      |     |   |      |
| Niederschlag (mm)      | 101 | 85  | 80   | 88   | 85   | 68   | 62   | 65   | 82   | 99   | 119  | 108 | Σ | 1042 |

| 0,9 |

| 0,9 |

| 3,5 |

| 6,6 |

| 10,5 |

| 14,5 |

| 16,5 |

| 16,2 |

| 13,0 |

| 9,5 |

| 4,7 |

| 1,8 |

| 0,9 |

| 0,9 |

| 3,5 |

| 6,6 |

| 10,5 |

| 14,5 |

| 16,5 |

| 16,2 |

| 13,0 |

| 9,5 |

| 4,7 |

| 1,8 |

## Toponymie
Der Ort taucht erstmals 870 als Brogalia villa auf, 1225 wird zudem eine Kirche erwähnt Ecclesia Bruelli. 926 wird in Curcellis (Courcelles) und in Culecis (Culay) erwähnt. Die Gegend scheint also schon recht früh besiedelt gewesen zu sein. Die Bezeichnung des Ortes Brogalia scheint auf das Galloromanisch zurückzugehen, wo brueille Wald, Gestrüpp und Buschwerk bedeutete.

## Geschichte
Bruailles liegt an der Römerstraße Louhans – Frontenaud, so wie auch die beiden anderen, im ersten Jahrtausend erwähnten Weiler. Die Lehen im Gebiet von Bruailles gehörten zur Oberhoheit der Herren von Sainte-Croix, außer Chichevière, das zum Kloster Gigny gehörte und die Gerichtsbarkeit bei Louhans lag. 1845 wird über die Kirche von Bruailles berichtet, sie entbehre jeglichen kunsthistorischen Interesses – und sei überdies zu klein. 1849 wurde offensichtlich der Chor erweitert, am 17. Juni 1879 wurde die Kirche jedoch durch ein Feuer teilweise zerstört. 1883 bis 1885 wurde die Kirche neu erbaut. Obwohl die alten Ziegelsteine noch brauchbar gewesen wären, entschied man sich für einen Bau aus Quadersteinen. Die Kirche ist Mariä Himmelfahrt geweiht.

### Die Herren von Bruailles
Das Gebiet von Bruailles unterstand den Herren von Sainte-Croix-en-Bresse, mit Ausnahme von Chichevière, das zur Abtei Gigny gehörte. Bruailles gehörte ab dem 13. Jahrhundert zur Kastellanei von Sagy und unterstand damit direkt den Herzögen von Burgund und später den Königen von Frankreich. Erst ab dem 17. Jahrhundert begannen sich wieder kleinere Lehen zu bilden, die vornehmlich an die Noblesse de robe vergeben wurden.
Im Ort bestanden verschiedene Lehen und auch verschiedene Burgen.
- Marcilly mit einer Burg über der Vallière: 1714 François de Thoisy, Ritter und Kirchenpatron, Ende 17. Jahrhundert, Antoine de Bretagne,
- Courcelles mit Schloss: de Thoisy
- Patran: d’Épernay
- Chardenoux mit Schloss: 1714 – 1790 Nicolas du Puget, Pierre Nicolas du Puget, Claude François du Puget, alle Écuyers
- Chichevière: Abtei Gigny
- Bruailles mit Schloss: ab 1750 gehörten zwei Drittel François de Thoisy, Écuyer, Herr von Joudes und Marcilly und ein Drittel Charles Eugène Gabriel de La Croix de Castries, Marquis de Castries. 1780 geht die Herrschaft an Georges de Thoisy, der die Herrschaften des Gemeindegebietes vereinigt.

## Bevölkerung
| Bruailles: Einwohnerzahlen von 1793 bis 2020 | Bruailles: Einwohnerzahlen von 1793 bis 2020 | Bruailles: Einwohnerzahlen von 1793 bis 2020 | Bruailles: Einwohnerzahlen von 1793 bis 2020 | Bruailles: Einwohnerzahlen von 1793 bis 2020 |
| --- | -------------------------------------------- | -------------------------------------------- | -------------------------------------------- | -------------------------------------------- |
| Jahr |                                              |                                              |                                              | Einwohner                                    |
| 1793 | 1793                                         |                                              | 1.025                                        | 1.025                                        |
| 1800 | 1800                                         |                                              | 1.128                                        | 1.128                                        |
| 1806 | 1806                                         |                                              | 1.163                                        | 1.163                                        |
| 1821 | 1821                                         |                                              | 1.050                                        | 1.050                                        |
| 1831 | 1831                                         |                                              | 1.104                                        | 1.104                                        |
| 1836 | 1836                                         |                                              | 1.171                                        | 1.171                                        |
| 1841 | 1841                                         |                                              | 1.169                                        | 1.169                                        |
| 1846 | 1846                                         |                                              | 1.171                                        | 1.171                                        |
| 1851 | 1851                                         |                                              | 1.218                                        | 1.218                                        |
| 1856 | 1856                                         |                                              | 1.178                                        | 1.178                                        |
| 1861 | 1861                                         |                                              | 1.164                                        | 1.164                                        |
| 1866 | 1866                                         |                                              | 1.166                                        | 1.166                                        |
| 1872 | 1872                                         |                                              | 1.175                                        | 1.175                                        |
| 1876 | 1876                                         |                                              | 1.242                                        | 1.242                                        |
| 1881 | 1881                                         |                                              | 1.331                                        | 1.331                                        |
| 1886 | 1886                                         |                                              | 1.300                                        | 1.300                                        |
| 1891 | 1891                                         |                                              | 1.165                                        | 1.165                                        |
| 1896 | 1896                                         |                                              | 1.148                                        | 1.148                                        |
| 1901 | 1901                                         |                                              | 1.173                                        | 1.173                                        |
| 1906 | 1906                                         |                                              | 1.186                                        | 1.186                                        |
| 1911 | 1911                                         |                                              | 1.182                                        | 1.182                                        |
| 1921 | 1921                                         |                                              | 1.086                                        | 1.086                                        |
| 1926 | 1926                                         |                                              | 1.064                                        | 1.064                                        |
| 1931 | 1931                                         |                                              | 1.041                                        | 1.041                                        |
| 1936 | 1936                                         |                                              | 993                                          | 993                                          |
| 1946 | 1946                                         |                                              | 1.010                                        | 1.010                                        |
| 1954 | 1954                                         |                                              | 958                                          | 958                                          |
| 1962 | 1962                                         |                                              | 862                                          | 862                                          |
| 1968 | 1968                                         |                                              | 822                                          | 822                                          |
| 1975 | 1975                                         |                                              | 793                                          | 793                                          |
| 1982 | 1982                                         |                                              | 851                                          | 851                                          |
| 1990 | 1990                                         |                                              | 800                                          | 800                                          |
| 1999 | 1999                                         |                                              | 842                                          | 842                                          |
| 2006 | 2006                                         |                                              | 905                                          | 905                                          |
| 2009 | 2009                                         |                                              | 932                                          | 932                                          |
| 2014 | 2014                                         |                                              | 975                                          | 975                                          |
| 2020 | 2020                                         |                                              | 980                                          | 980                                          |
| Quelle(n): EHESS/Cassini bis 2006, ab 2009 INSEE Anmerkung(en): • Ab 1962 offizielle Zahlen ohne Einwohner mit Zweitwohnsitz • Höchste Einwohnerzahl 1881 mit 1331, tiefste Einwohnerzahl 1975 mit 793 (59,6 % vom Maximum) |                                              |                                              |                                              |                                              |

| Bevölkerungsstruktur | Anzahl Einwohner | männlich | weiblich | davon Ausländer | Anteil % |
| -------------------- | ---------------- | -------- | -------- | --------------- | -------- |
|                      | 981              | 476      | 505      | 35              | 3,6      |

| Männer | Alterstufe | Frauen |
| ------ | ---------- | ------ |
| 2      | 90 + älter | 5      |
| 54     | 75–89      | 63     |
| 107    | 60–74      | 123    |
| 101    | 45–59      | 99     |
| 73     | 30–44      | 79     |
| 55     | 15–29      | 64     |
| 84     | 0–14       | 72     |

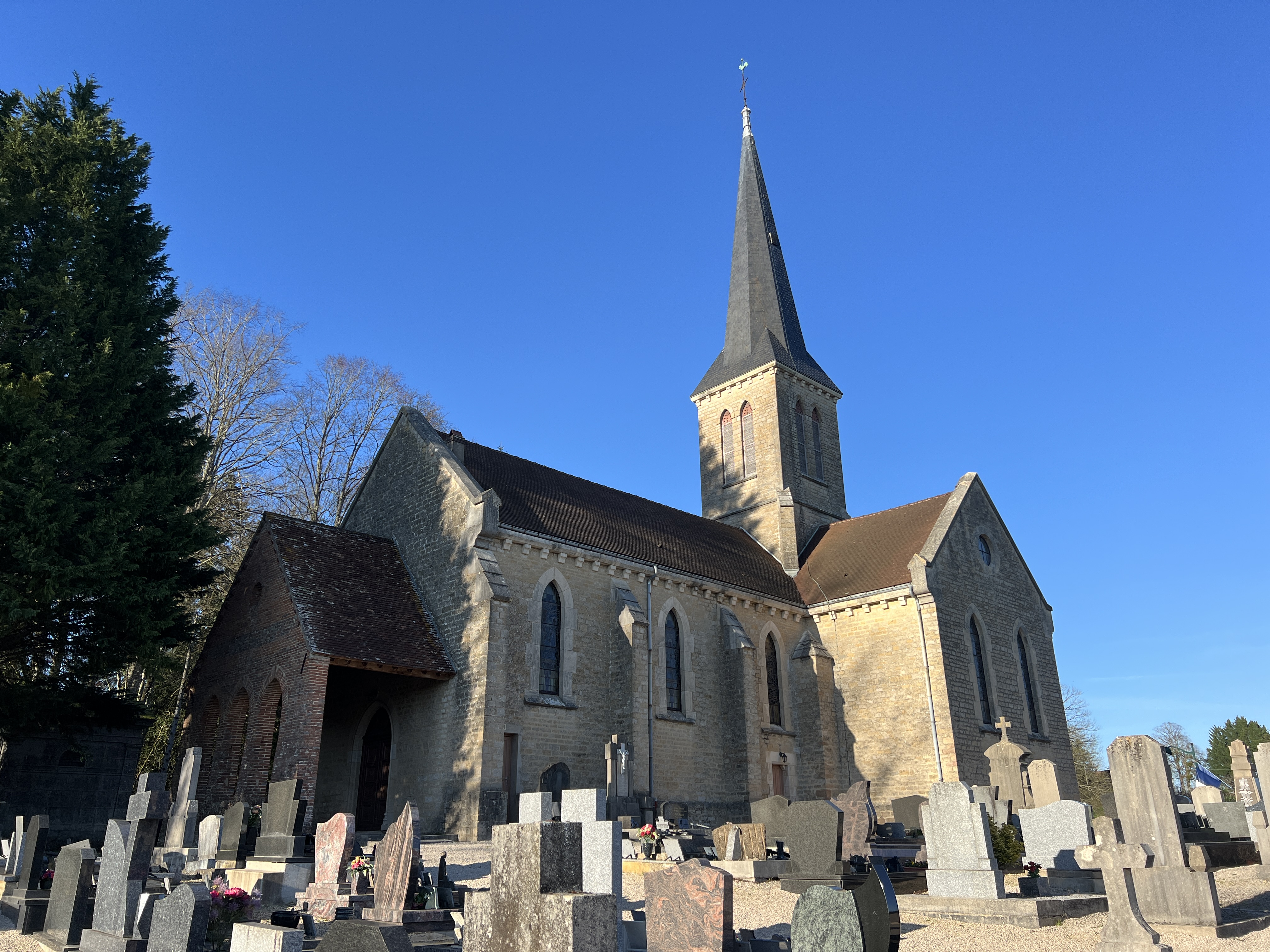
Kirche Notre-Dame-de-l'Assomption in Bruailles

Die Bevölkerungsstruktur zwischen Männern und Frauen ist ziemlich ausgeglichen, wobei 44 % der Bevölkerung jünger als 45 Jahre sind. Gleichzeitig beträgt der Anteil der Jugendlichen bis 15 Jahre 16 %. Demgegenüber beträgt der Anteil der über 60-Jährigen 36 %. Diese Struktur dürfte auf die Tatsache zurückzuführen sein, dass seit 1999 dank einer regen Bautätigkeit die Wohneinheiten um 21 % zugenommen haben. Dadurch dürfte ein Zuzug von jungen Familien mit Kindern erfolgt sein.
| Wohnstruktur               | Anzahl Wohneinheiten | davon Häuser | Wohnungen | sonstige |
| -------------------------- | -------------------- | ------------ | --------- | -------- |
|                            | 561                  | 550          | 11        |          |
| davon Hauptwohnsitz        | 461                  |              |           |          |
| Zweit- oder Ferienwohnsitz | 60                   |              |           |          |
| vakant                     | 40                   |              |           |          |

## Wirtschaft und Infrastruktur

### Unternehmen, Betriebe, Ladengeschäfte und Einrichtungen
In der Gemeinde befinden sich nebst Mairie und Kirche folgende Unternehmen nach Branchen:
| Branche                                                           | Anzahl Betriebe |
| ----------------------------------------------------------------- | --------------- |
| Industrie und verarbeitendes Gewerbe                              | 7               |
| Baugewerbe                                                        | 10              |
| Groß- und Einzelhandel, Verkehr, Beherbergung und Gastronomie     | 23              |
| Information und Kommunikation                                     | 2               |
| Finanz- und Versicherungsdienstleistungen                         | 3               |
| Grundstücks- und Wohnungswesen                                    | 4               |
| Freiberufliche, wissenschaftliche und technische Dienstleistungen | 8               |
| Öffentliche Verwaltung, Unterricht, Gesundheits- und Sozialwesen  | 4               |
| Sonstige Dienstleistungen                                         | 4               |
| Land- und Forstwirtschaftsbetriebe                                | 16              |

In der Gemeinde befinden sich eine Metzgerei, ein Coiffeursalon und eine Immobilienagentur, ferner drei Bauhandwerksbetriebe, eine Schreinerei/Zimmerei, zwei Elektriker, drei Maler/Gipser und zwei Installateurbetriebe. Zudem ist in der Gemeinde ein Fußballplatz, ein Sportplatz/-halle, eine Krankenschwester, ein Hotel (15 Zimmer), ein Restaurant, eine Gîte und ein Arbeitsamt. Mit den Gütern des täglichen Bedarfs versorgen sich die Einwohner weitgehend in Louhans.

### Geschützte Produkte in der Gemeinde
Als AOC-Produkte sind in Bruailles Crème et beurre de Bresse, ferner Volaille de Bresse und Dinde de Bresse zugelassen.

### Bildungseinrichtungen
In der Gemeinde besteht eine École primaire (École maternelle und École élémentaire), die der Académie de Dijon untersteht und von 77 Kindern besucht wird. Für die Schule gilt der Ferienplan der Zone A.